# Charlie Nordblom
Charlie Nordblom, född 1953, är en svensk författare och reporter, inriktad på undersökande journalistik.
Nordblom var ursprungligen facklig redaktör på den maoistiska tidningen Gnistan. Efter att ha lämnat Sveriges kommunistiska parti övergick han till att skriva för herrtidningen Lektyr. I boken Industrispionage, utgiven på förlaget Timbro, avslöjade Nordblom hur Sovjetunionen och andra öststater bedrev målmedvetet och långsiktigt spionage mot svensk forskning och industri.